# Roa-Hønefossbanen
Roa-Hønefossbanen (indtil 6. januar 2008 Roa-Hønefosslinjen) er en jernbane fra Roa til Hønefoss i Norge.
Banen blev bygget som den sidste etape af Bergensbanen. Den blev indviet af kong Haakon 7. 27. november 1909 sammen med strækningen fra Gulsvik til Hønefoss og taget i brug 1. december 1909. Gennem mange år kørte der tog fra Oslo ad Gjøvikbanen til Roa og derfra videre ad Roa-Hønefossbanen til Hønefoss og ad Bergensbanen til Bergen. Det ophørte imidlertid i 1984, efter at åbningen af Oslotunnelen i 1980 havde gjort det muligt at køre via Drammen til Hønefoss i stedet. De lokale persontog blev reduceret til et enkelt togpar i 1989 og indstillet helt i slutningen af 1990'erne. I dag bruges banen normalt kun af godstog mellem Oslo og Bergen og kun undtagelsesvist af persontog.

## Forløb og trafik
Banen går fra Roa via via Jevnaker i Hadeland i Oppland og langs østsiden af Randselven ned mod Viul, Hval og Hønefoss i Ringerike, Buskerud.
Roa og Hønefoss er vigtige jernbaneknudepunkter. I Roa er der blandt andet forbindelse til Oslo og Gjøvik via Gjøvikbanen. I Hønefoss er der blandt andet forbindelse til Bergen med Bergensbanen og til Hokksund og Drammen med Randsfjordbanen, der igen giver videre forbindelse til Oslo eller sydpå via Sørlandsbanen eller Vestfoldbanen. På længere sigt vil Ringeriksbanen, der er planlagt færdigbygget i 2024, give en direkte forbindelse mellem Hønefoss og Sandvika. Til den tid vil Randsfjordbanen nord for Hokksund miste persontrafikken og blive en ren godsbane.